# NWAインターコンチネンタルタッグ王座
NWAインターコンチネンタルタッグ王座は、プロレスリングZERO1が管理、NWA（ニュー・レスリング・アライアンス）が認定している王座。

## 歴史
2001年、NWAとプロレスリングZERO-ONEが創設。6月14日、ZERO-ONE大阪城ホール大会で行われた王座決定戦に勝利したサモア・ジョー&ケイジ・サコダ組が王者になった。ただし、ZERO-ONEは王者のジョー&サコダ組、次の王者になったスティーブ・コリノ&マイク・ラパダ組を王者として公認していない。7月12日、ZERO-ONEは新王者になった大谷晋二郎&石川雄規組を初代王者としてカウントしている。
2004年11月25日、管理団体がプロレスリングZERO1-MAX（後のプロレスリングZERO1）に移った。
2011年11月3日、ZERO1が王座を認定しているNWAと業務提携を解消してZERO1が設立した王座認定組織「ニュー・レスリング・アライアンス（NWA）」が認定することになった。

## 歴代王者
| 歴代   | タッグチーム                                   | 戴冠回数 | 防衛回数 | 獲得日付 （試合結果）                     | 獲得場所 （対戦相手・その他）                           |
| ------ | ---------------------------------------------- | -------- | -------- | ----------------------------------------- | ------------------------------------------------------- |
| 非公認 | サモア・ジョー&ケイジ・サコダ                  |          |          | 2001年6月14日 〇ジョー - 臼田×            | 大阪城ホール 石川雄規&臼田勝美                          |
| 非公認 | スティーブ・コリノ&マイク・ラパダ              |          |          | 2001年7月9日                              | アメリカ NWA会長のハワード・ブロディが王者に認定        |
| 初代   | 大谷晋二郎&石川雄規                            | 1        | 0        | 2001年7月12日 ○石川 - ラパダ×             | 宮城県スポーツセンター 2001年9月返上                    |
| 第2代  | 炎武連夢 （大谷晋二郎&田中将斗）               | 1        | 5        | 2002年1月6日 ○田中 - ジョー×              | 後楽園ホール トム・ハワード&サモア・ジョー              |
| 第3代  | ネイサン・ジョーンズ&ジョン・ヘンデルリッチ    | 1        | 1        | 2002年10月20日 ○ヘンデルリッチ - 田中×    | 後楽園ホール                                            |
| 第4代  | OH砲 （小川直也&橋本真也）                     | 1        | 2        | 2002年10月26日 ○小川 - ジョーンズ×        | 大阪府立臨海スポーツセンター                            |
| 第5代  | トム・ハワード&マット・ガファリ                | 1        | 2        | 2002年12月15日 ○ガファリ - 小川×          | 両国国技館                                              |
| 第6代  | OH砲 （小川直也&橋本真也）                     | 2        | 0        | 2003年4月29日 ○小川 - ハワード×           | 名古屋国際会議場イベントホール 2003年5月2日剥奪         |
| 第7代  | スティーブ・コリノ&CWアンダーソン              | 1        | 3        | 2003年5月2日 ○コリノ - 横井×              | 後楽園ホール 佐藤耕平&横井宏考                          |
| 第8代  | 炎武連夢 （大谷晋二郎&田中将斗）               | 2        | 2        | 2003年8月31日 ○大谷 - コリノ×             | 岐阜産業会館                                            |
| 第9代  | 越中詩郎&大森隆男                              | 1        | 5        | 2004年2月19日 ○大森 - 田中×               | 後楽園ホール                                            |
| 第10代 | 藤原喜明&橋本真也                              | 1        | 2        | 2004年6月17日 ○橋本 - 越中×               | 宮城県スポーツセンター                                  |
| 第11代 | 大谷晋二郎&大森隆男                            | 1        | 0        | 2004年8月31日 ○大谷 - 藤原×               | 岩手県営体育館                                          |
| 第12代 | 田中将斗&坂田亘                                | 1        | 0        | 2004年10月3日 ○坂田 - 大森×               | 後楽園ホール 2005年2月28日返上                          |
| 第13代 | 佐藤耕平&崔領二                                | 1        | 3        | 2005年4月14日 ○崔 - 田中×                 | 後楽園ホール 大谷晋二郎&田中将斗                        |
| 第14代 | 相棒タッグ （日高郁人&藤田ミノル）             | 1        | 1        | 2005年10月10日 ○日高 - 佐藤×              | 後楽園ホール                                            |
| 第15代 | Y2P-160kg&スティーブ・コリノ                   | 1        | 1        | 2006年2月25日 ○Y2P - 藤田×                | 大阪府立体育会館第2競技場                               |
| 第16代 | 佐藤耕平&崔領二                                | 2        | 0        | 2006年6月20日 ○佐藤 - コリノ×             | 小田原アリーナ                                          |
| 第17代 | ワイルドチャイルド （大森隆男&中西学）         | 1        | 2        | 2006年6月24日 ○大森 - 崔×                 | ディファ有明                                            |
| 第18代 | 高山善廣&佐藤耕平                              | 1        | 2        | 2007年3月8日 ○佐藤 - 大森×                | 後楽園ホール                                            |
| 第19代 | 義兄弟タッグ （藤田ミノル&菅原拓也）           | 1        | 4        | 2007年10月26日 ○藤田 - 佐藤×              | 後楽園ホール                                            |
| 第20代 | ミスター・レスリング3号&チャールズ・エヴァンス | 1        | 0        | 2008年11月28日 ○エヴァンス - 藤田×        | 後楽園ホール 2009年3月2日剥奪                           |
| 第21代 | 崔領二&浪口修                                  | 1        | 1        | 2009年3月15日 ○浪口 - コリノ×             | 後楽園ホール ミスター・レスリング3号&スティーブ・コリノ |
| 第22代 | KAMIKAZE&佐藤耕平                              | 1        | 0        | 2009年7月16日 ○KAMIKAZE - 浪口×           | 栃木県総合文化センター                                  |
| 第23代 | 相棒タッグ （日高郁人&澤宗紀）                 | 1        | 1        | 2009年10月24日 ○日高 - KAMIKAZE×          | 後楽園ホール                                            |
| 第24代 | 華斬 （大谷晋二郎&曙）                         | 1        | 4        | 2010年1月27日 ○大谷 - 日高×               | 新宿FACE 2010年12月返上                                 |
| 第25代 | KAMIKAZE&佐藤耕平                              | 2        | 3        | 2010年2月21日 ○KAMIKAZE - 関本×           | Zepp Nagoya 田中将斗&関本大介                           |
| 第26代 | 田中将斗&ゼウス                                | 1        | 3        | 2011年9月14日 ○ゼウス - KAMIKAZE×         | 新宿FACE                                                |
| 第27代 | 小幡優作&植田使徒                              | 1        | 0        | 2012年11月6日 ○植田 - ゼウス×             | 後楽園ホール                                            |
| 第28代 | 関本大介&曙                                    | 1        | 1        | 2013年2月3日 〇曙 - 佐藤                  | 後楽園ホール 2013年12月30日返上                         |
| 第29代 | 大谷晋二郎&KAMIKAZE                            | 1        | 1        | 2014年1月1日 ○KAMIKAZE - 小幡×            | 後楽園ホール 田中将斗&小幡優作                          |
| 第30代 | 田中将斗&杉浦貴                                | 1        | 6        | 2014年5月6日 ○田中 - 大谷×                | 後楽園ホール                                            |
| 第31代 | 佐藤耕平&関本大介                              | 1        | 4        | 2015年6月7日 ○佐藤 - 田中×                | 新木場1stRING                                           |
| 第32代 | 田中将斗&ジェームス・ライディーン              | 1        | 1        | 2016年5月6日 ○ライディーン - 佐藤×        | 後楽園ホール                                            |
| 第33代 | TARU&ハートリー・ジャクソン                    | 1        | 0        | 2017年1月14日 ○ジャクソン - ライディーン× | 新木場1stRING                                           |
| 第34代 | 曙&将軍岡本                                    | 1        | 1        | 2017年2月3日 ○岡本 - ジャクソン×          | 後楽園ホール 2017年4月19日返上                          |
| 第35代 | 小幡優作&KAI                                   | 1        | 0        | 2017年5月21日 ○小幡 - 佐藤×               | 後楽園ホール 佐藤耕平&鈴木秀樹 2017年8月30日返上        |
| 第36代 | 佐藤耕平&鈴木秀樹                              | 1        | 1        | 2017年9月14日 ○佐藤 - 岡本×               | 新木場1stRING 吉江豊&将軍岡本                           |
| 第37代 | 吉江豊&将軍岡本                                | 1        | 1        | 2018年1月1日 ○岡本 - 佐藤×                | 後楽園ホール                                            |
| 第38代 | 田中将斗&火野裕士                              | 1        | 3        | 2018年3月4日 ○火野 - 岡本×                | 後楽園ホール                                            |
| 第39代 | TARU&クリス・ヴァイス                          | 1        | 0        | 2018年9月23日 ○TARU - 田中×               | 盛岡市体育館                                            |
| 第40代 | 田中将斗&菅原拓也                              | 1        | 2        | 2019年1月1日 ○菅原 - TARU×                | 後楽園ホール                                            |
| 第41代 | 宮本裕向&竹田誠志                              | 1        | 2        | 2019年10月26日 ○竹田 - 菅原×              | 靖国神社相撲場 2020年7月28日返上                        |
| 第42代 | 岩﨑永遠&佐藤嗣崇                              | 1        | 1        | 2020年8月2日 ○岩﨑 - 宮本×                | 後楽園ホール 佐々木貴&宮本裕向                          |
| 第43代 | 火野裕士&クワイエット・ストーム                | 1        | 0        | 2020年11月3日 ○ストーム - 岩﨑×           | 靖国神社相撲場 2020年11月19日返上                       |
| 第44代 | 大谷晋二郎&今成夢人                            | 1        | 1        | 2020年12月25日 ○今成 - ヤス×              | 新宿FACE ヤス久保田&ヒデ久保田 2021年9月20日返上        |
| 第45代 | 橋本友彦&牙城                                  | 1        | 1        | 2021年11月12日 ○橋本 - 松永×              | 新木場1stRing 松永準也&ハートリー・ジャクソン           |
| 第46代 | 太嘉文&松永準也                                | 1        | 1        | 2022年3月6日 ○太嘉文 - 牙城×              | 後楽園ホール                                            |
| 第47代 | 久保田ブラザーズ （ヤス久保田&ヒデ久保田）     | 1        | 6        | 2023年1月1日 ○ヤス - 太嘉文×              | 後楽園ホール                                            |
| 第48代 | 佐藤嗣崇&松永準也                              | 1        | 3        | 2024年1月1日 ○松永 - ヤス×                | 後楽園ホール                                            |
| 第49代 | 真霜拳號&ナカ・シュウマ                        | 1        | 1        | 2024年3月20日 ○真霜 - 松永×               | 後楽園ホール                                            |